# Curtis Mayfield/Diskografie
Diese Diskografie ist eine Übersicht über die musikalischen Werke des US-amerikanischen Soulmusikers Curtis Mayfield. Den Schallplattenauszeichnungen zufolge hat er bisher mehr als 5,1 Millionen Tonträger verkauft, davon alleine in seiner Heimat über 4,5 Millionen.

## Alben

### Studioalben
| Jahr | Titel Musiklabel Katalog-Nr.                      | Höchstplatzierung, Gesamtwochen, AuszeichnungChartplatzierungen (Jahr, Titel, Musiklabel Katalog-Nr., Platzierungen, Wochen, Auszeichnungen, Anmerkungen) | Höchstplatzierung, Gesamtwochen, AuszeichnungChartplatzierungen (Jahr, Titel, Musiklabel Katalog-Nr., Platzierungen, Wochen, Auszeichnungen, Anmerkungen) | Höchstplatzierung, Gesamtwochen, AuszeichnungChartplatzierungen (Jahr, Titel, Musiklabel Katalog-Nr., Platzierungen, Wochen, Auszeichnungen, Anmerkungen) | Anmerkungen |
| Jahr | Titel Musiklabel Katalog-Nr.                      | UK | US | R&B | Anmerkungen |
| ---- | ------------------------------------------------- | --- | --- | --- | --- |
| 1970 | Curtis Curtom 8005                                | UK30 (1 Wo.)UK | US19 Gold · (49 Wo.)US | R&B1 (43 Wo.)R&B | Erstveröffentlichung: September 1970 Produzent: Curtis Mayfield                                                                                              |
| 1971 | Roots Curtom 8009                                 | — | US40 (19 Wo.)US | R&B6 (18 Wo.)R&B | Erstveröffentlichung: Oktober 1971 Produzent: Curtis Mayfield                                                                                                |
| 1972 | Superfly Curtom 8014                              | UK26 (2 Wo.)UK | US1 Gold · (46 Wo.)US | R&B1 (36 Wo.)R&B | Erstveröffentlichung: Juli 1972 Soundtrack zum gleichnamigen Film Produzent: Curtis Mayfield                                                                 |
| 1973 | Back to the World Curtom 8015                     | — | US16 Gold · (26 Wo.)US | R&B1 (25 Wo.)R&B | Erstveröffentlichung: Mai 1973 Produzent: Curtis Mayfield |
| 1974 | Claudine Buddah Records 5602                      | — | US35 Gold · (34 Wo.)US | R&B1 (34 Wo.)R&B | Erstveröffentlichung: April 1974 mit Gladys Knight & the Pips Soundtrack zum gleichnamigen Film Produzent: Curtis Mayfield                                   |
| 1974 | Sweet Exorcist Curtom 8601                        | — | US39 (22 Wo.)US | R&B2 (27 Wo.)R&B | Erstveröffentlichung: Mai 1974 Produzent: Curtis Mayfield |
| 1974 | Got to Find a Way Curtom 8604                     | — | US76 (7 Wo.)US | R&B17 (12 Wo.)R&B | Erstveröffentlichung: November 1974 Produzent: Curtis Mayfield                                                                                               |
| 1975 | (There’s No Place Like) America Today Curtom 5001 | — | US120 (11 Wo.)US | R&B13 (17 Wo.)R&B | Erstveröffentlichung: Mai 1975 Produzent: Curtis Mayfield |
| 1975 | Let’s Do It Again Curtom 5005                     | — | US20 (18 Wo.)US | R&B1 (23 Wo.)R&B | Erstveröffentlichung: September 1975 mit The Staple Singers Soundtrack zum gleichnamigen Film Produzent: Curtis Mayfield                                     |
| 1976 | Give, Get, Take and Have Curtom 5007              | — | US171 (8 Wo.)US | R&B16 (15 Wo.)R&B | Erstveröffentlichung: Juni 1976 Produzent: Curtis Mayfield                                                                                                   |
| 1977 | Never Say You Can’t Survive Curtom 5013           | — | US173 (3 Wo.)US | R&B32 (8 Wo.)R&B | Erstveröffentlichung: März 1977 Produzent: Curtis Mayfield                                                                                                   |
| 1977 | Short Eyes Curtom 5017                            | — | — | R&B59 (3 Wo.)R&B | Erstveröffentlichung: November 1977 Soundtrack zum gleichnamigen Film Produzent: Curtis Mayfield                                                             |
| 1978 | Do It All Night Curtom 5022                       | — | — | R&B52 (6 Wo.)R&B | Erstveröffentlichung: August 1978 Produzent: Curtis Mayfield                                                                                                 |
| 1979 | Heartbeat RSO 3053                                | — | US42 (16 Wo.)US | R&B19 (25 Wo.)R&B | Erstveröffentlichung: Juli 1979 Produzenten: Curtis Mayfield, Bunny Sigler, Norman Harris, Ronald Tyson                                                      |
| 1980 | The Right Combination RSO 3084                    | — | US180 (4 Wo.)US | R&B53 (4 Wo.)R&B | Erstveröffentlichung: Juni 1980 mit Linda Clifford Produzenten: Curtis Mayfield, Bruce Gray, Gil Askey, Norman Harris                                        |
| 1980 | Something to Believe In RSO 3077                  | — | US128 (10 Wo.)US | R&B33 (15 Wo.)R&B | Erstveröffentlichung: Juli 1980 Produzenten: Curtis Mayfield, Gil Askey                                                                                      |
| 1981 | Love Is the Place Boardwalk 33239                 | — | — | R&B39 (24 Wo.)R&B | Erstveröffentlichung: September 1981 Produzenten: Dino Fekaris, Curtis Mayfield                                                                              |
| 1982 | Honesty Boardwalk 33256                           | — | — | R&B49 (10 Wo.)R&B | Erstveröffentlichung: September 1982 Produzent: Curtis Mayfield                                                                                              |
| 1988 | Superfly (Reissue) Curtom 2002                    | — | — | R&B88 (8 Wo.)R&B | Erstveröffentlichung: August 1988 Produzent: Curtis Mayfield                                                                                                 |
| 1990 | Take It to the Streets Curtom 2008                | — | — | R&B59 (17 Wo.)R&B | Erstveröffentlichung: Februar 1990 Produzent: Curtis Mayfield                                                                                                |
| 1990 | The Return of Superfly Capitol 94244              | — | — | R&B72 (9 Wo.)R&B | Erstveröffentlichung: 13. August 1990 diverse Interpreten inkl. fünf Tracks von Curtis Mayfield Soundtrack zum gleichnamigen Film Produzent: Curtis Mayfield |
| 1996 | New World Order Warner 46348                      | UK44 (2 Wo.)UK | US137 (18 Wo.)US | R&B24 (50 Wo.)R&B | Erstveröffentlichung: 1. Oktober 1996 Produzenten: Brian Fleming, Carlos Glover, Curtis Mayfield, Narada Michael Walden                                      |

Weitere Studioalben
- 1981: Your Precious Love (The Impressions feat. Curtis Mayfield and Jerry Butler; Reissue des Impressions-Albums von 1963; Charly Records 2023)
- 1985: We Come in Peace with a Message of Love (Curtom 2001)
- 2005: Mayfield: Remixed The Curtis Mayfield Collection (Rhino 79542)

### Livealben
| Jahr | Titel Musiklabel Katalog-Nr.                 | Höchstplatzierung, Gesamtwochen, AuszeichnungChartplatzierungen (Jahr, Titel, Musiklabel Katalog-Nr., Platzierungen, Wochen, Auszeichnungen, Anmerkungen) | Höchstplatzierung, Gesamtwochen, AuszeichnungChartplatzierungen (Jahr, Titel, Musiklabel Katalog-Nr., Platzierungen, Wochen, Auszeichnungen, Anmerkungen) | Höchstplatzierung, Gesamtwochen, AuszeichnungChartplatzierungen (Jahr, Titel, Musiklabel Katalog-Nr., Platzierungen, Wochen, Auszeichnungen, Anmerkungen) | Anmerkungen                                                                                      |
| Jahr | Titel Musiklabel Katalog-Nr.                 | UK | US | R&B | Anmerkungen                                                                                      |
| ---- | -------------------------------------------- | --- | --- | --- | ------------------------------------------------------------------------------------------------ |
| 1971 | Curtis / Live! Curtom 8008 (2)               | — | US21 (38 Wo.)US | R&B3 (31 Wo.)R&B | Erstveröffentlichung: Mai 1971 Doppelalbum Aufnahme: Paul Colby’s Bitter End Cafe, New York City |
| 1973 | Curtis in Chicago: Recorded Live Curtom 8018 | — | US135 (10 Wo.)US | — | Erstveröffentlichung: November 1973 Produzenten: Rich Tufo, Roger Anfinsen                       |

Weitere Livealben
- 1988: Live in Europe (Aufnahme: Juli 1987; Curtom 2901 [2])
- 1990: People Get Ready: Live at Ronnie Scott’s (Aufnahme: Ronnie Scott’s Jazz Club London. 31. Juli 1988; Essential ESMCD 003)
- 1993: BBC Radio 1 Live in Concert (Aufnahme: The Town and Country Club, London; Windsong International 052)

### Kompilationen
| Jahr | Titel Musiklabel Katalog-Nr.                                            | Höchstplatzierung, Gesamtwochen, AuszeichnungChartplatzierungen (Jahr, Titel, Musiklabel Katalog-Nr., Platzierungen, Wochen, Auszeichnungen, Anmerkungen) | Höchstplatzierung, Gesamtwochen, AuszeichnungChartplatzierungen (Jahr, Titel, Musiklabel Katalog-Nr., Platzierungen, Wochen, Auszeichnungen, Anmerkungen) | Höchstplatzierung, Gesamtwochen, AuszeichnungChartplatzierungen (Jahr, Titel, Musiklabel Katalog-Nr., Platzierungen, Wochen, Auszeichnungen, Anmerkungen) | Anmerkungen                                                                          |
| Jahr | Titel Musiklabel Katalog-Nr.                                            | UK | US | R&B | Anmerkungen                                                                          |
| ---- | ----------------------------------------------------------------------- | --- | --- | --- | ------------------------------------------------------------------------------------ |
| 1973 | Curtis Mayfield: His Early Years with the Impressions ABC Records 780/2 | — | US180 (6 Wo.)US | — | Erstveröffentlichung: Februar 1973 The Impressions feat. Curtis Mayfield Doppelalbum |
| 1997 | The Very Best of Curtis Mayfield Rhino 72584                            | — | — | R&B91 (3 Wo.)R&B | Erstveröffentlichung: März 1997 Produzent: Curtis Mayfield                           |

Weitere Kompilationen
| - 1974: The Best of Curtis Mayfield - 1976: 2 Originals of Curtis Mayfield (2 LPs) - 1990: Of All Time: Classic Collection - 1992: A Man Like Curtis: The Best of Curtis Mayfield - 1994: Curtis Mayfield - 1994: Get Down to the Funky Groove - 1994: Power for the People - 1994: Tripping Out - 1994: Groove On Up - 1995: Curtis Mayfield’s Chicago Soul - 1995: Living Legend (2 CDs) - 1996: The Definitive Collection - 1996: Love Is the Place & Honesty: The Boardwalk Sessions - 1996: People Get Ready: The Curtis Mayfield Story (Box mit 3 CDs) - 1997: The Ultimate Curtis Mayfield - 1997: Give It Up: The Best of the Curtom Years 1970–77 - 1997: Love, Peace, Understanding (3 CDs) - 1997: The Masters (2 CDs) - 1997: Move On Up - 1998: Curtis: The Very Best of Curtis Mayfield - 1999: Gospel | - 1999: Superfly - 1999: Love’s Sweet Sensation - 1999: Move On Up: The Singles Anthology 1970–90 (2 CDs) - 1999: The Best of Curtis Mayfield (2 CDs) - 2000: Beautiful Brother: The Essential Curtis Mayfield - 2001: Soul Legacy (Box mit 4 CDs) - 2001: Soul Music - 2001: Love Songs - 2002: The Essentials - 2003: Move On Up: The Gold of Curtis Mayfield (2 CDs) - 2003: 34 Funk Essentials (2 CDs) - 2004: Hard Times - 2004: Love to the People (2 CDs) - 2005: The Immortal Curtis Mayfield Superfly Guy (2 CDs) - 2006: The Definitive Soul Collection (2 CDs) - 2006: The Essential Curtis Mayfield - 2007: Curtis Mayfield - 2011: Pusherman (2 CDs) - 2012: Original Album Series (Box mit 5 CDs) - 2012: The Essential Collection (2 CDs + DVD) |

### Beteiligung an Soundtracks anderer Interpreten
als Produzent und Songwriter

| Jahr | Titel Musiklabel Katalog-Nr.      | Höchstplatzierung, Gesamtwochen, AuszeichnungChartplatzierungen (Jahr, Titel, Musiklabel Katalog-Nr., Platzierungen, Wochen, Auszeichnungen, Anmerkungen) | Höchstplatzierung, Gesamtwochen, AuszeichnungChartplatzierungen (Jahr, Titel, Musiklabel Katalog-Nr., Platzierungen, Wochen, Auszeichnungen, Anmerkungen) | Höchstplatzierung, Gesamtwochen, AuszeichnungChartplatzierungen (Jahr, Titel, Musiklabel Katalog-Nr., Platzierungen, Wochen, Auszeichnungen, Anmerkungen) | Anmerkungen |
| Jahr | Titel Musiklabel Katalog-Nr.      | UK | US | R&B | Anmerkungen |
| ---- | --------------------------------- | --- | --- | --- | --- |
| 1976 | Sparkle Atlantic 18176            | — | US18 Gold · (24 Wo.)US | R&B1 (28 Wo.)R&B | Erstveröffentlichung: 27. Mai 1976 Interpret: Aretha Franklin Produzent/Autor: Curtis Mayfield Soundtrack zum gleichnamigen Film |
| 1977 | A Piece of the Action Curtom 1519 | — | — | R&B51 (5 Wo.)R&B | Erstveröffentlichung: November 1977 Interpret: Mavis Staples Produzent/Autor: Curtis Mayfield Soundtrack zum Film Ausgetrickst   |

## Singles

### Als Leadmusiker
| Jahr | Titel Album                                                             | Höchstplatzierung, Gesamtwochen, AuszeichnungChartplatzierungen (Jahr, Titel, Album, Platzierungen, Wochen, Auszeichnungen, Anmerkungen) | Höchstplatzierung, Gesamtwochen, AuszeichnungChartplatzierungen (Jahr, Titel, Album, Platzierungen, Wochen, Auszeichnungen, Anmerkungen) | Höchstplatzierung, Gesamtwochen, AuszeichnungChartplatzierungen (Jahr, Titel, Album, Platzierungen, Wochen, Auszeichnungen, Anmerkungen) | Höchstplatzierung, Gesamtwochen, AuszeichnungChartplatzierungen (Jahr, Titel, Album, Platzierungen, Wochen, Auszeichnungen, Anmerkungen) | Anmerkungen | [↑]: gemeinsam behandelt mit vorhergehendem Eintrag; [←]: in beiden Charts platziert |
| Jahr | Titel Album                                                             | UK | US | R&B | Dance | Anmerkungen |                                                                                      |
| ---- | ----------------------------------------------------------------------- | --- | --- | --- | --- | --- | ------------------------------------------------------------------------------------ |
| 1970 | (Don’t Worry) If There’s a Hell Below We’re All Going to Go Curtis      | — | US29 (12 Wo.)US | R&B3 (13 Wo.)R&B | — | Erstveröffentlichung: November 1970 Autor: Curtis Mayfield                                                     |                                                                                      |
| 1971 | Move On Up Curtis                                                       | UK12 Platin · (13 Wo.)UK | — | — | — | Erstveröffentlichung: Juli 1971 Autor: Curtis Mayfield                                                         |                                                                                      |
| 1971 | Get Down Roots                                                          | — | US69 (7 Wo.)US | R&B13 (9 Wo.)R&B | — | Erstveröffentlichung: Oktober 1971 Autor: Curtis Mayfield                                                      |                                                                                      |
| 1972 | We Got to Have Peace Roots                                              | — | — | R&B32 (5 Wo.)R&B | — | Erstveröffentlichung: Februar 1972 Autor: Curtis Mayfield                                                      |                                                                                      |
| 1972 | Beautiful Brother of Mine Roots                                         | — | — | R&B45 (2 Wo.)R&B | — | Erstveröffentlichung: Mai 1972 Autor: Curtis Mayfield                                                          |                                                                                      |
| 1972 | Freddie’s Dead (Theme from Superfly) Superfly                           | — | US4 Gold · (16 Wo.)US | R&B2 (17 Wo.)R&B | — | Erstveröffentlichung: Juli 1972 Autor: Curtis Mayfield                                                         |                                                                                      |
| 1972 | Superfly                                                                | — | US8 Gold · (15 Wo.)US | R&B5 (15 Wo.)R&B | — | Erstveröffentlichung: Oktober 1972 Autor: Curtis Mayfield                                                      |                                                                                      |
| 1973 | Future Shock Back to the World                                          | — | US39 (10 Wo.)US | R&B11 (11 Wo.)R&B | — | Erstveröffentlichung: Juli 1973 Autor: Curtis Mayfield                                                         |                                                                                      |
| 1973 | If I Were Only a Child Again Back to the World                          | — | US71 (4 Wo.)US | R&B22 (11 Wo.)R&B | — | Erstveröffentlichung: Oktober 1973 Autor: Curtis Mayfield                                                      |                                                                                      |
| 1973 | Can’t Say Nothin’ Back to the World                                     | — | US88 (5 Wo.)US | R&B16 (12 Wo.)R&B | — | Erstveröffentlichung: November 1973 Autor: Curtis Mayfield                                                     |                                                                                      |
| 1974 | Kung Fu Sweet Exorcist                                                  | — | US40 (13 Wo.)US | R&B3 (16 Wo.)R&B | — | Erstveröffentlichung: Juni 1974 Autor: Curtis Mayfield                                                         |                                                                                      |
| 1974 | Sweet Exorcist                                                          | — | — | R&B32 (8 Wo.)R&B | — | Erstveröffentlichung: Oktober 1974 Autor: Curtis Mayfield                                                      |                                                                                      |
| 1975 | Mother’s Son Got to Find a Way                                          | — | — | R&B15 (11 Wo.)R&B | — | Erstveröffentlichung: Januar 1975 Autor: Curtis Mayfield                                                       |                                                                                      |
| 1975 | So in Love (There’s No Place Like) America Today                        | — | US67 (7 Wo.)US | R&B9 (18 Wo.)R&B | — | Erstveröffentlichung: Juli 1975 Autor: Curtis Mayfield                                                         |                                                                                      |
| 1976 | Only You Babe Give, Get, Take and Have                                  | — | — | R&B8 (13 Wo.)R&B | — | Erstveröffentlichung: Juli 1976 Autor: Curtis Mayfield                                                         |                                                                                      |
| 1976 | Party Night Give, Get, Take and Have                                    | — | — | R&B39 (11 Wo.)R&B | — | Erstveröffentlichung: September 1976 Autor: Curtis Mayfield                                                    |                                                                                      |
| 1977 | Show Me Love Never Say You Can’t Survive                                | — | — | R&B41 (9 Wo.)R&B | — | Erstveröffentlichung: April 1977 Autor: Curtis Mayfield                                                        |                                                                                      |
| 1977 | Do Do Wap Is Strong in Here Short Eyes                                  | — | — | R&B29 (16 Wo.)R&B | — | Erstveröffentlichung: Oktober 1977 Autor: Curtis Mayfield                                                      |                                                                                      |
| 1978 | You Are, You Are Do It All Night                                        | — | — | R&B34 (12 Wo.)R&B | Dance27 (6 Wo.)Dance | Erstveröffentlichung: März 1978 Autor: Curtis Mayfield                                                         |                                                                                      |
| 1978 | No Goodbyes Do It All Night                                             | UK65 (3 Wo.)UK | — | —[Dance: ↑] | Dance27 (6 Wo.)Dance | Erstveröffentlichung: August 1978 Autoren: Curtis Mayfield, Gil Askey                                          |                                                                                      |
| 1979 | This Year –                                                             | — | — | R&B40 (8 Wo.)R&B | — | Erstveröffentlichung: Februar 1979 Autor: Curtis Mayfield                                                      |                                                                                      |
| 1979 | Between You Baby and Me Heartbeat                                       | — | — | R&B14 (18 Wo.)R&B | — | Erstveröffentlichung: August 1979 mit Linda Clifford Autor: Curtis Mayfield                                    |                                                                                      |
| 1979 | Tell Me, Tell Me (How Ya Like to Be Loved) Heartbeat                    | — | — | — | Dance84 (6 Wo.)Dance | Erstveröffentlichung: September 1979 Autoren: Norman Harris, Ron Tyson                                         |                                                                                      |
| 1979 | You’re so Good to Me Heartbeat                                          | — | — | R&B46 (9 Wo.)R&B | — | B-Seite von Between You Baby and Me Autoren: Curtis Mayfield, Gil Askey                                        |                                                                                      |
| 1980 | Love’s Sweet Sensation The Right Combination                            | — | — | R&B34 (11 Wo.)R&B | Dance87 (3 Wo.)Dance | Erstveröffentlichung: April 1980 mit Linda Clifford Autor: Frankie Blue Dance-Chart-Angabe inkl. aller LP-Cuts |                                                                                      |
| 1980 | Love Me, Love Me Now Something to Believe In                            | — | — | R&B48 (9 Wo.)R&B | Dance79 (6 Wo.)Dance | Erstveröffentlichung: Juni 1980 Autor: Curtis Mayfield                                                         |                                                                                      |
| 1980 | Tripping Out Something to Believe In                                    | — | — | R&B46 (10 Wo.)R&B | — | Erstveröffentlichung: August 1980 Autor: Bunny Sigler                                                          |                                                                                      |
| 1981 | She Don’t Let Nobody (But Me) Love Is the Place                         | — | — | R&B15 (15 Wo.)R&B | — | Erstveröffentlichung: September 1981 Autoren: Dino Fekaris, Curtis Mayfield                                    |                                                                                      |
| 1981 | Toot an’Toot an’Toot Love Is the Place                                  | — | — | R&B22 (13 Wo.)R&B | — | Erstveröffentlichung: November 1981 Autor: Curtis Mayfield                                                     |                                                                                      |
| 1982 | Hey Baby (Give It All to Me) Honesty                                    | — | — | R&B68 (8 Wo.)R&B | — | Erstveröffentlichung: September 1982 Autor: Curtis Mayfield                                                    |                                                                                      |
| 1985 | Baby It’s You We Come in Peace with a Message of Love                   | — | — | R&B69 (9 Wo.)R&B | — | Erstveröffentlichung: September 1985 Autor: Curtis Mayfield                                                    |                                                                                      |
| 1987 | (Celebrate) The Day After You She Was Only a Grocer’s Daughter          | UK52 (3 Wo.)UK | — | — | — | Erstveröffentlichung: Mai 1987 The Blow Monkeys mit Curtis Mayfield Autor: Robert Howard                       |                                                                                      |
| 1996 | New World Order                                                         | — | — | R&B49 (20 Wo.)R&B | — | Erstveröffentlichung: September 1996 Autoren: Brian Fleming, Curtis Mayfield, Raimundo Thomas                  |                                                                                      |
| 1997 | No One Knows About a Good Thing (You Don’t Have to Cry) New World Order | — | — | R&B61 (12 Wo.)R&B | — | Erstveröffentlichung: Februar 1997 Autoren: Curtis Mayfield, Daryl Simmons                                     |                                                                                      |
| 1997 | Back to Living Again New World Order                                    | — | — | R&B88 (2 Wo.)R&B | — | Erstveröffentlichung: August 1997 Autoren: Curtis Mayfield, Rosemary Woods                                     |                                                                                      |
| 2005 | Superfly (Louie Vega Remix) –                                           | — | — | — | Dance16 (13 Wo.)Dance | Erstveröffentlichung: Februar 2005 Remix: Louie Vega                                                           |                                                                                      |

grau schraffiert: keine Chartdaten aus diesem Jahr verfügbar
Weitere Singles

| Jahr | Titel Album                          | Höchstplatzierung, Gesamtwochen, AuszeichnungChartplatzierungen (Jahr, Titel, Album, Platzierungen, Wochen, Auszeichnungen, Anmerkungen) | Höchstplatzierung, Gesamtwochen, AuszeichnungChartplatzierungen (Jahr, Titel, Album, Platzierungen, Wochen, Auszeichnungen, Anmerkungen) | Höchstplatzierung, Gesamtwochen, AuszeichnungChartplatzierungen (Jahr, Titel, Album, Platzierungen, Wochen, Auszeichnungen, Anmerkungen) | Höchstplatzierung, Gesamtwochen, AuszeichnungChartplatzierungen (Jahr, Titel, Album, Platzierungen, Wochen, Auszeichnungen, Anmerkungen) | Anmerkungen |
| Jahr | Titel Album                          | DE | AT | CH | UK | Anmerkungen |
| ---- | ------------------------------------ | --- | --- | --- | --- | --- |
| 1990 | Superfly 1990 The Return of Superfly | — | — | CH23 (4 Wo.)CH | UK48 (3 Wo.)UK | Erstveröffentlichung: September 1990 mit Ice-T Remixe: Kurtis Mantronik, Taavi Mote, Steve Beltran                                                        |
| 2001 | Astounded Discosis                   | DE91 (6 Wo.)DE | AT47 (5 Wo.)AT | CH72 (3 Wo.)CH | UK40 (2 Wo.)UK | Erstveröffentlichung: Juni 2000 Bran Van 3000 feat. Curtis Mayfield inkl. Samples aus Move On Up Autoren: Curtis Mayfield, Gary McKenzie, James Di Salvio |

Weitere Veröffentlichungen
- 1973: Back to the World
- 1976: P. S. I Love You
- 1978: Do It All Night
- 1989: He’s a Flyguy (mit Fishbone)
- 1989: I Mo Git U Sucka
- 1990: Homeless
- 1990: Do Be Down

## Videoalben
- 2001: In Concert
- 2002: Live at Ronnie Scott’s
- 2004: Live at Montreux 1987
- 2008: Movin’ On Up: The Music and Message of Curtis Mayfield and the Impressions

## Statistik

### Chartauswertung
|                     | DE    | AT    | CH    | UK    | US     | R&B      |
| ------------------- | ----- | ----- | ----- | ----- | ------ | -------- |
| Nummer-eins-Alben   | DE—DE | AT—AT | CH—CH | UK—UK | US1US  | R&B5R&B  |
| Top-10-Alben        | DE—DE | AT—AT | CH—CH | UK—UK | US1US  | R&B8R&B  |
| Alben in den Charts | DE—DE | AT—AT | CH—CH | UK3UK | US18US | R&B24R&B |

|                       | DE    | AT    | CH    | UK    | US    | R&B      | Dance       |
| --------------------- | ----- | ----- | ----- | ----- | ----- | -------- | ----------- |
| Nummer-eins-Singles   | DE—DE | AT—AT | CH—CH | UK—UK | US—US | R&B—R&B  | Dance—Dance |
| Top-10-Singles        | DE—DE | AT—AT | CH—CH | UK—UK | US2US | R&B6R&B  | Dance—Dance |
| Singles in den Charts | DE1DE | AT1AT | CH2CH | UK5UK | US9US | R&B31R&B | Dance5Dance |

### Auszeichnungen für Musikverkäufe
Anmerkung: Auszeichnungen in Ländern aus den Charttabellen bzw. Chartboxen sind in ebendiesen zu finden.
| Land/RegionAuszeichnungen für Musikverkäufe (Land/Region, Auszeichnungen, Verkäufe, Quellen) | Gold     | Platin  | Verkäufe  | Quellen   |
| -------------------------------------------------------------------------------------------- | -------- | ------- | --------- | --------- |
| Vereinigte Staaten (RIAA)                                                                    | 7× Gold7 | —       | 4.500.000 | riaa.com  |
| Vereinigtes Königreich (BPI)                                                                 | —        | Platin1 | 600.000   | bpi.co.uk |
| Insgesamt                                                                                    | 7× Gold7 | Platin1 |           |           |